# Friedrich zu Schwarzenberg

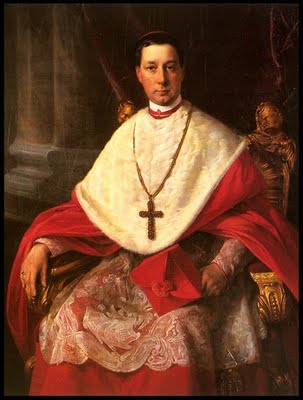
Friedrich zu Schwarzenberg als Kardinal

Friedrich Johann Joseph Cölestin Fürst zu Schwarzenberg (* 6. April 1809 in Wien; † 27. März 1885 ebenda) war ein österreichischer Kardinal und Erzbischof von Salzburg und Prag.

## Werdegang
Friedrich wurde als Sohn des Fürsten Johann Josef zu Schwarzenberg und der Pauline Prinzessin und Herzogin von Arenberg (1774–1810) geboren. Einer seiner Brüder war der österreichische Ministerpräsident Felix zu Schwarzenberg, der älteste Bruder war Johann Adolf II.

### Salzburg
Am 25. Juli 1833 empfing Schwarzenberg in Salzburg die Priesterweihe. Am 23. September 1835 wurde er zum Erzbischof von Salzburg ernannt. Der päpstlichen Bestätigung vom 1. Februar 1836 folgte am 1. Mai 1836 die Bischofsweihe durch den Trienter Bischof Johann Nepomuk von Tschiderer zu Gleifheim.
Während seiner Salzburger Amtszeit bemühte sich Schwarzenberg um die Aufhebung der Josephinischen Reformen. Er gründete das Knabenseminar Borromäum, das später nach Parsch verlegt wurde, außerdem stiftete er das nach ihm benannte Krankenhaus in Schwarzach. Er war maßgeblich an der illegitimen Vertreibung der Zillertaler Inklinanten beteiligt.
Am 24. Januar 1842 erhob Papst Gregor XVI. Friedrich zu Schwarzenberg zum Kardinal. Er war der letzte noch von Gregor XVI. ernannte Kardinal. Als Kardinalpriester erhielt er die Titelkirche Sant’Agostino. 1845 wurde er als päpstlicher Gesandter bei der 300-Jahr-Feier des Konzils von Trient durch den dortigen Fürstbischof Johann Nepomuk von Tschiderer mit besonderen Ehren empfangen.
Am 5. November 1848 trug er als Primas Germaniae anlässlich der ersten Deutschen Bischofskonferenz bei einer Prozession durch die Innenstadt  Würzburgs, begleitet von der Würzburger Bürgerwehr, das Allerheiligste. Im Würzburger Dom zelebrierte er anschließend ein Dankamt.  Schwarzenberg befürwortete die Oktroyierte Märzverfassung von 1849.

### Prag

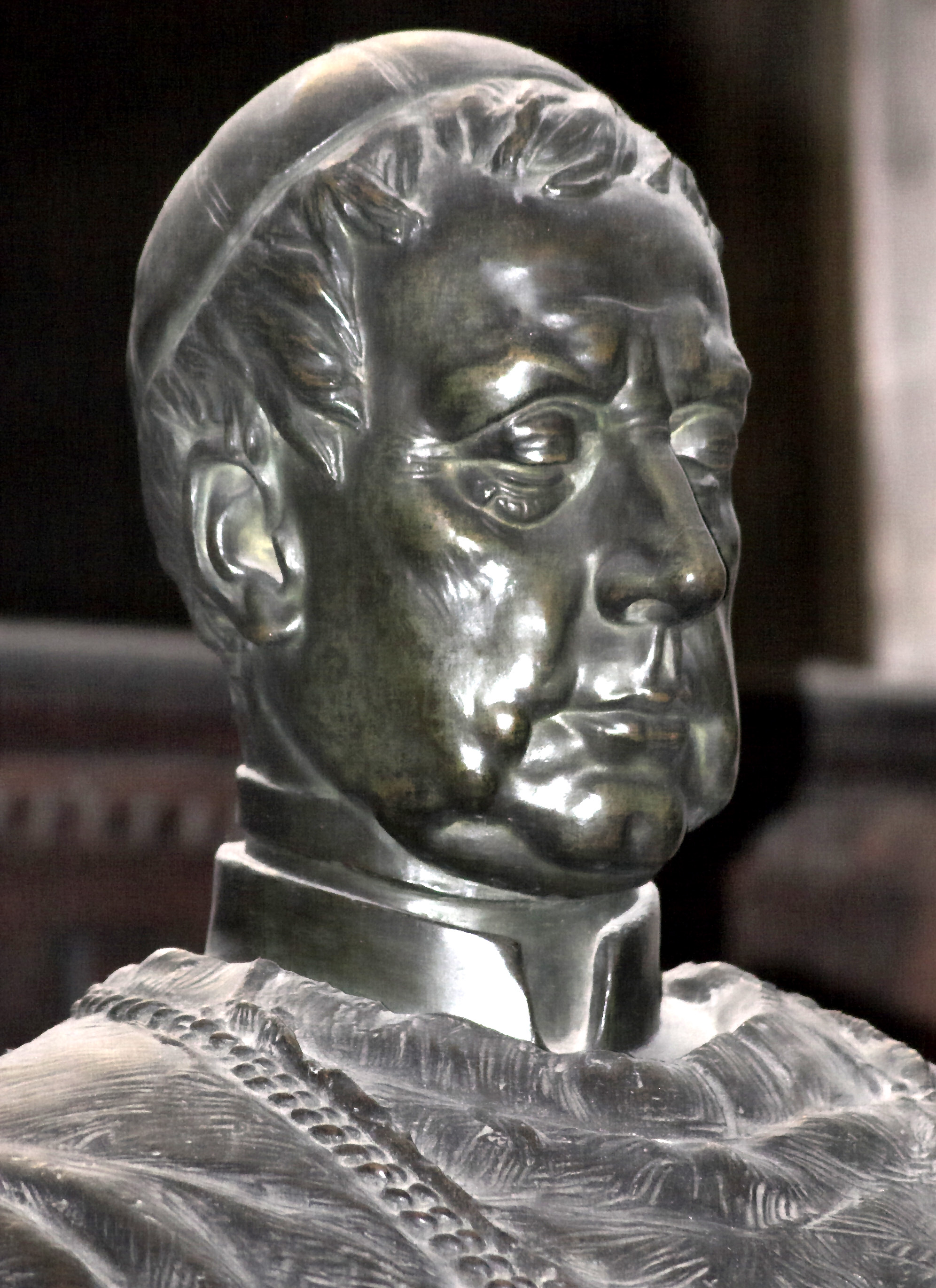
Grab Kardinal Schwarzenbergs im Veitsdom

Am 13. Dezember 1849 wurde er zum Erzbischof von Prag ernannt. Die päpstliche Bestätigung erfolgte am 20. Mai 1850, die Amtseinführung am 15. August 1850. Schwarzenberg war Mitglied des böhmischen Herrenhauses und Führer der klerikal-feudalen Partei in Böhmen. Im neukonstituierten böhmischen Landtag unterstützte er die erfolglosen Bemühungen, dass sich Kaiser Franz Joseph zum König von Böhmen krönen lassen sollte. Schwarzenberg machte sich um die Errichtung der 1863 geweihten Kirche St. Cyrill und Method im Prager Stadtteil Karlín und um den Weiterbau des Prager Veitsdoms verdient.
1869 lehnte er beim Ersten Vatikanischen Konzil das Dogma der Päpstlichen Unfehlbarkeit ab, musste sich jedoch der Mehrheit beugen. Als Kardinalprotopriester war er 1878 entscheidend an der Wahl Papst Leos XIII. beteiligt.
Schwarzenberg war ein Förderer von Kunst und Wissenschaft und bemühte sich um eine Integration der tschechischen Nationalbewegung in die Kirche. Nach seinem Tod wurde er im Veitsdom beigesetzt. Sein Grab im nördlichen Seitenschiff ziert eine Bronzestatue von Josef Václav Myslbek.

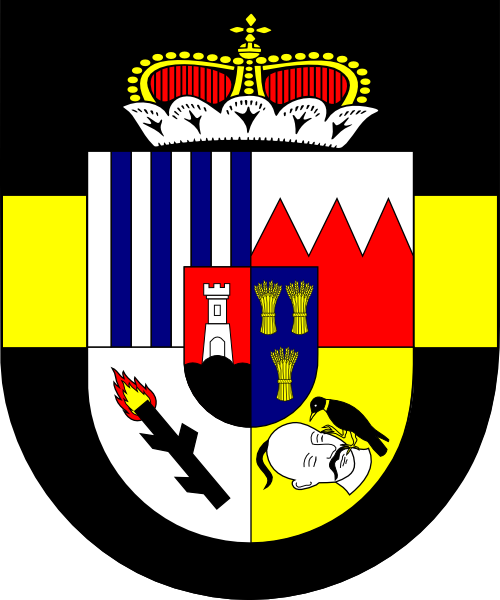
Wappen als Prager Erzbischof
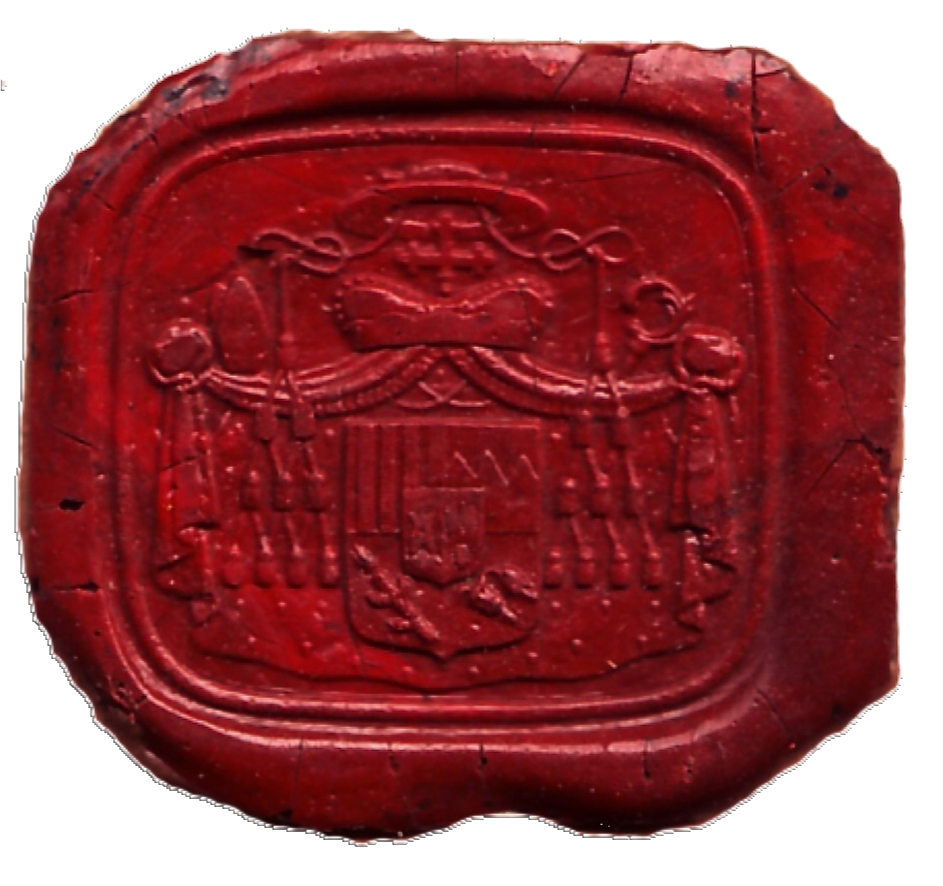
Siegel von Friedrich Kardinal Fürst zu Schwarzenberg
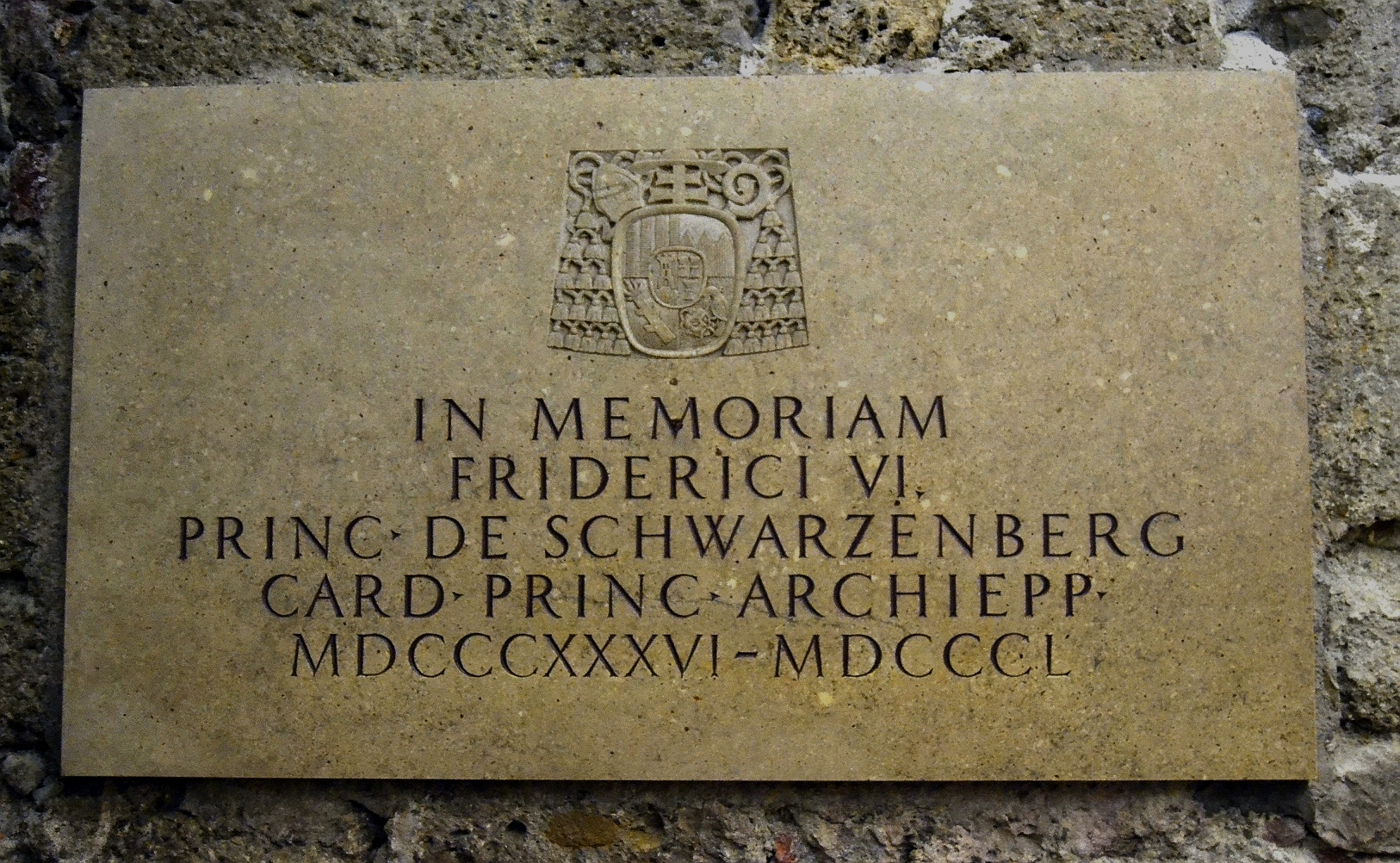
Gedenktafel im Salzburger Dom